# Иностранный банк
Иностранный банк — это банковское учреждение, которое признается таковым согласно законодательству того иностранного государства, на территории которого он находится.

## История

### В Китае
В 1981 году появились первые отделения иностранных банков в КНР. К 1985 году работало 17 отделений иностранных банков. В 1990-х годах иностранные банки заработали в Шанхае и некоторых других городах. Народным Банком Китая ограничивалось число городов, в которых могли работать иностранные банки. Долгий период времени иностранные банки в КНР занимались обслуживанием предприятий, которые были созданы при участии иностранного капитала. В таких банках операции осуществлялись в иностранной валюте. В 1997 году там стали выдаваться лицензии иностранным банкам, благодаря которым у иностранных банков было право проводить отдельные банковские операции в юанях. Первые иностранные банки, которые получили эти лицензии, были зарегистрированы в экономическом районе Пудуне. В марте 2000 года таких банков было уже 24. В 1998 году у иностранных банков появилось право вести юаневые операции, которые были зарегистрированы в СЭЗ. Иностранным банкам приходилось долго ждать, чтобы получить лицензию. Для того, чтобы открыть представительство, иностранный банк должен был перечислить на счет Народного Банка Китая 100 миллионов долларов.
После получения банковской лицензии, иностранный банк мог работать только с иностранными компаниями или теми предприятиями, в которых был иностранный капитал, предоставлять услуги нерезидентам. Иностранные банки с лицензией на осуществление юаневых операций, могли их производить только в районе своей регистрации. Постепенно область их географической деятельность расширилась, и иностранные банки, зарегистрированные в районе Пудун, смогли работать с предприятиями, которые были в провинциях Цзянсу и Чжэцзян.
Депозиты, которые привлекает иностранный банк, по своему объему не должны превышать его совокупные китайские активы. Каждый банк, у которого есть юаневая лицензия, может увеличить капитал на сумму, которая эквивалентна 30 миллиона юаней, позже эта сумма увеличилась до 100 миллионов юаней. Для того, чтобы увеличить масштабы юаневых операций, иностранные банки должны расширить объемы инвалютный операций. В конце марте 1998 года, юаневое кредитование 9 иностранных банков составило 591 миллион юаней.
В 2004 году иностранные банки смогли проводить юаневые операции в тринадцати городах КНР.

### В Бразилии
Когда иностранные банки только начали работать в Бразилии, для них был установлен два раза больше, чем для местных банков, норматив минимального уставного капитала. Также для иностранных банков взимался целевой сбор при покупке иностранным инвестором бразильского банка. В 1996 году в Бразилии было разрешено приобретать до 100 % местных акций. В Бразилии преимущественная часть банков открыта в виде представительных офисов. Они предлагают возможности для инвестирования.

## Описание
Если у иностранного банка есть филиал, который открыт и работает в другой стране, то такой банк считается нерезидентом. Согласно законодательству России, на территории страны прямые филиалы иностранных банков работать не могут. Это связано с тем, что Банк России не может осуществлять надзор над деятельностью филиалов иностранных банков. Если иностранный банк, который является нерезидентом, участвует в уставном капитале банка-резидента на 100 %, то банк-резидент считается дочерней организацией иностранного банка. В случае, если иностранные инвестиции занимают 50 % или более, это считается кредитной организацией с иностранными инвестициями.